# شرق إنديا (محطة مترو أنفاق لندن)
شرق إنديا (بالإنجليزية: East India)‏ هي إحدى محطات مترو أنفاق لندن. تقع على خط قطار دوكلاندز الخفيف (فرع بيكتون) أفتتحت في المنطقة (Zone) رقم 2 و3 أفتتحت في 28 مارس 1994.